# Antonio Bevilacqua (cyclisme, 1957)
Pour les articles homonymes, voir Antonio Bevilacqua et Bevilacqua (homonymie).
Antonio Bevilacqua, né le 18 avril 1957 à Pescara (Abruzzes), est un coureur cycliste italien, professionnel de 1981 à 1989. Son frère Leonardo Bevilacqua a également été coureur cycliste professionnel.

## Biographie
Amateur, il termine quatrième du Tour du Val d'Aoste en 1980. 

## Palmarès
- 1980
  - Grand Prix Botticelli
- 1981
  - 1reb étape du Tour d'Italie (contre-la-montre par équipes)

## Résultats sur les grands tours

### Tour de France
1 participation 
- 1982 : 106e

### Tour d'Italie
7 participations
- 1981 : 76e, vainqueur de la 1reb étape (contre-la-montre par équipes)
- 1982 : 62e
- 1983 : 52e
- 1984 : 119e
- 1985 : 81e
- 1986 : 52e
- 1987 : 78e

### Tour d'Espagne
2 participations 
- 1985 : abandon (13e étape)
- 1989 : 117e